# Daniel Piccolo
Daniel Piccolo (Godoy Cruz, provincia de Mendoza, 15 de abril de 1959) es un músico argentino conocido por haber sido baterista del grupo  de rock argentino Enanitos Verdes.

## Biografía y carrera
Daniel Piccolo, en batería, junto a Marciano Cantero en bajo y voz y Felipe Staiti en guitarra, deciden fundar en 1979 la banda Enanitos Verdes. En 1984 el trío es invitado a participar en el "Festival de La Falda". Ese año el grupo fue elegido "Grupo Revelación" del Festival y, desde ese momento, comienza la carrera ascendente de la banda.
En 2004, sin abandonar Enanitos Verdes, se une a un seleccionado de músicos mendocinos -entre ellos su compañero de Enanitos, Felipe Staiti- para participar del disco Espejos de Mario Araniti.
Más allá del impasse que tuvo la banda entre 1989 y 1992, Piccolo siempre fue parte de ella hasta su alejamiento definitivo en 2009.

En 2010, se incorporó como artista invitado a la banda La Piedra.

## Discografía
- Enanitos Verdes (1984)
- Contrarreloj (1986)
- Habitaciones extrañas (1987)
- Carrousel (1988)
- Había una vez... (1989)
- Igual que ayer (1992)
- Big Bang (1994)
- Guerra gaucha (1996)
- Planetario (1997)
- Tracción acústica (1998) - vivo
- Néctar (1999)
- Amores lejanos (2002)
- En vivo (2004)
- Pescado original (2006)